# 弗瑟河
52°22′43″N 9°41′35″E / 52.378510312135°N 9.693130133244°E

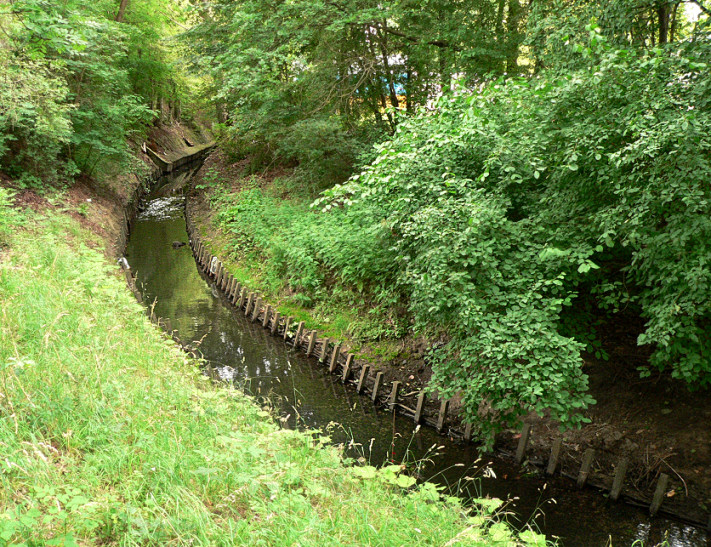
弗瑟河

弗瑟河（德語：Fösse），是德國的河流，位於該國西北部，由下薩克森州負責管轄，屬於萊訥河的左支流，河道全長8公里，流域面積20平方公里，發源自塞爾策，河口處在漢諾威以西。